# マゴト
マゴト (Magot)は、グリモワール『術士アブラメリンの聖なる魔術の書』に登場する悪魔。
8人の下位王子(Eight Sub Princes)と総称される有力な悪魔の一人とされる。しかし『アブラメリンの書』自体にはマゴトの特徴などに関する具体的な記述は無く、また他のグリモワールにも登場しないため、謎の多い悪魔と言える。
しかし、"magot"とはもともとフランス語の古語で「醜い小人の男」、邪悪な妖精などを指す言葉であり、これがマゴトの前身であると考えられている。フランス語では、ここから転じて極東で見られる短躯の陶像（七福神の陶人形など）を侮蔑的に指す言葉となり、さらにサルの一種であるバーバリーマカクをも指すようになった。
一方、英語で蛆を意味する"maggot"を語源とする説もある。古くは、人間の脳に蛆が寄生してその人間の思考を左右し、気まぐれや妄想を引き起こすと考えられていた。ちょうど日本で、人間の心に虫がいて感情を左右するとされた事に相当する（この考え方は現在も「虫の居所が悪い」「虫が好かない」などの言い回しに残る）。これが英語における言い回し"have a maggot in One's brain"（気まぐれな考えを抱く）の語源となっている。